# Nevada, Iowa
Nevada là một thành phố thuộc quận Story, tiểu bang Iowa, Hoa Kỳ. Năm 2010, dân số của thành phố này là 6798 người.

## Dân số
Dân số qua các năm:
- Năm 2000: 6658 người.
- Năm 2010: 6798 người.